# Teorema Stolz-Cesàro
În analiza matematică, teorema Stolz-Cesàro (numită și lema Stolz-Cesàro) este un criteriu pentru demonstrarea convergenței unui șir.

## Enunț
Fie {\displaystyle (x_{n})_{n\in \mathbb {N} }\!} și {\displaystyle (y_{n})_{n\in \mathbb {N} }\!} două șiruri de numere reale, astfel încât {\displaystyle (y_{n})_{n\in \mathbb {N} }\!} este strict crescător și {\displaystyle \lim _{n\to \infty }y_{n}=\infty .\!}
Dacă există {\displaystyle \lim _{n\to \infty }{\frac {x_{n+1}-x_{n}}{y_{n+1}-y_{n}}}\in {\overline {\mathbb {R} }},\!} atunci există și {\displaystyle \lim _{n\to \infty }{\frac {x_{n}}{y_{n}}}\!} și 
{\displaystyle \lim _{n\to \infty }{\frac {x_{n}}{y_{n}}}=\lim _{n\to \infty }{\frac {x_{n+1}-x_{n}}{y_{n+1}-y_{n}}}.\!}

## Demonstrație
Fie (xn) un șir mărginit. Rezultă că există intervalul I1 = [ a1, b1 ], care conține toți termenii săi. Împărțim intervalul I1 în două părți: [ a1, (a1 + b1) / 2 ] și [ (a1 + b1) / 2, b1 ]. Cel puțin una din aceste părți va conține o infinitate de termeni ai șirului (an). Notăm acest interval I2 = [ a2, b2 ]. Evident, avem a1 ≤ a2 ≤ b2 ≤ b1 și b2 - a2 = (b1 - a1) / 2. Împărțim intervalul I2 în două părți, astfel: [ a2, (a2 + b2) / 2 ] și [ (a2 + b2) / 2, b2 ]. Notăm cu I3 = [ a3, b3 ], una din părțile care conțin o infinitate de termeni ai șirului (an). Se obține astfel: a1 ≤ a2 ≤ a3 ≤ b3 ≤ b2 ≤ b1 și b3 - a3 = (b1 - a1) / 4. 

Continuând procedeul de împărțire pentru intervalele rezultate se obține șirul de intervale In = [ an, bn ], n ≥ 1, astfel încât:

a1 ≤ a2 ≤ ... ≤ an ≤ an+1 ≤ ... ≤ bn+1 ≤ bn ≤ ... ≤ b2 ≤ b1 și bn - an = (b1 - a1) / 2n, n ≥ 1.

Din teorema lui Weierstrass rezultă că șirurile (an) și (bn) sunt convergente și {\displaystyle \lim _{n\to \infty }a_{n}=\lim _{n\to \infty }b_{n}=x}.

Deoarece în fiecare interval  I1, I2, ..., In, ... se află un număr infinit de termeni ai șirului (an), alegem câte un termen din fiecare interval:

 a n1 din I1, a n2 din I2, ..., a nk din Ik, unde n1 < n2 < ... < nk < ....

Rezultă că ap ≤ anp ≤ bp, p din N*, relație din care se obține cu criteriul cleștelui: {\displaystyle \lim _{p\to \infty }(a_{n})_{p}=\lim _{p\to \infty }a_{p}=\lim _{p\to \infty }b_{p}=x}. Așadar, subșirul (anp) este convergent.

## Aplicații
{\displaystyle 1)} Să se determine: {\displaystyle \lim _{n\to \infty }{\frac {{\frac {1}{1}}+{\frac {1}{2}}+\ldots +{\frac {1}{n}}}{n}}.\!}
Rezolvare.
Notăm: {\displaystyle x_{n}={\frac {1}{1}}+{\frac {1}{2}}+\ldots +{\frac {1}{n}}\!} și {\displaystyle y_{n}=n.\!}
Avem:
{\displaystyle \lim _{n\to \infty }{\frac {x_{n}}{y_{n}}}=\lim _{n\to \infty }{\frac {x_{n+1}-x_{n}}{y_{n+1}-y_{n}}}.\!}
{\displaystyle \lim _{n\to \infty }{\frac {{\frac {1}{1}}+{\frac {1}{2}}+\ldots +{\frac {1}{n}}}{n}}=\lim _{n\to \infty }{\frac {{\frac {1}{1}}+{\frac {1}{2}}+\ldots +{\frac {1}{n}}+{\frac {1}{n+1}}-{\frac {1}{1}}-{\frac {1}{2}}-\ldots -{\frac {1}{n}}}{n+1-n}}\Rightarrow \!}
{\displaystyle \Rightarrow \lim _{n\to \infty }{\frac {{\frac {1}{1}}+{\frac {1}{2}}+\ldots +{\frac {1}{n}}}{n}}=\lim _{n\to \infty }{\frac {\frac {1}{n+1}}{1}}\Rightarrow \!}
{\displaystyle \Rightarrow \lim _{n\to \infty }{\frac {{\frac {1}{1}}+{\frac {1}{2}}+\ldots +{\frac {1}{n}}}{n}}=\lim _{n\to \infty }{\frac {1}{n+1}}=0.\!}
{\displaystyle 2)} Să se determine {\displaystyle L=\lim _{n\to \infty }{\frac {1^{k}+2^{k}+3^{k}+\cdots +n^{k}}{n^{k+1}}}.}
Se consideră {\displaystyle x_{n}=1^{k}+2^{k}+3^{k}+\cdots +n^{k}} și {\displaystyle y_{n}=n^{k+1}}
Se ține seama că:
{\displaystyle \lim _{n\to \infty }{\frac {x_{n+1}-x_{n}}{y_{n+1}-y_{n}}}=\lim _{n\to \infty }{\frac {(n+1)^{k}}{(n+1)^{k+1}-n^{k+1}}}={\frac {1}{k+1}},}
unde la numitor s-a efectuat descompunerea cu ajutorul binomului lui Newton.
Așadar, {\displaystyle L={\frac {1}{k+1}}.}